# Къмбърланд (окръг, Мейн)
Вижте пояснителната страница за други значения на Къмбърланд.
Окръг Къмбърланд (на английски: Cumberland County) е окръг в щата Мейн, Съединени американски щати. Площта му е 3152 km², а населението – 292 041 души (2016). Административен център е град Портланд.